# Nature's Garden
Nature's Garden: An Aid to Knowledge of our Wild Flowers and their Insect Visitors (1900), republicado como An Aid to Knowledge of our Wild Flowers and their Insect Visitors, es un libro escrito por la escritora naturalista Neltje Blanchan y publicado por Doubleday, Page & Company. Para ayudar al botánico aficionado, utilizó color para clasificar las flores, señalando que esto hacía más fácil para los principiantes identificar especímenes, y que los insectos también usaban el color para identificar las plantas. El libro también exploró la relación entre las flores y los insectos que se alimentan de su néctar, utilizando un lenguaje bastante antropomórfico, y discutió cuestiones científicas de la época, como la teoría de Sprengel de que las orquídeas no producen néctar.